# Murton, Cumbria
Murton är en by (village) och en civil parish i Cumbria i nordvästra England. Orten har 330 invånare (2001).